# Philander vossi
Philander vossi is een zoogdier uit de familie van de opossums (Didelphidae). De wetenschappelijke naam van de soort werd voor het eerst geldig gepubliceerd door Gardner & Ramírez-Pulido in 2020.

## Taxonomie
De soort werd oorspronkelijk in 1901 beschreven als Philander pallidus door Allen, een soort die tot 2018 als een synoniem van Philander opossum fuscogriseus werd gerekend. Op basis van genetisch en morfometrisch onderzoek werd P. pallidus tot een aparte soort verheven. Deze naam was echter niet beschikbaar omdat hij in 1899 al was gebruikt door Thomas als Philander laniger pallidus, een synoniem van Caluromys derbianus pallidus. Dus werd in 2020 een nomen novum voor de soort voorgesteld: Philander vossi.

## Voorkomen
De soort komt voor in Belize, El Salvador, Guatemala en zuidelijk Mexico.